# Acalyptris turcomanicus
Acalyptris turcomanicus là một loài bướm đêm thuộc họ Nepticulidae. Nó được miêu tả bởi Puplesis năm 1984. Nó được tìm thấy ở Turkmenistan.